# Николаевский уезд (Царицынская губерния)
Николаевский уезд — уезд в Царицынской губернии (с 1925 — Сталинградской области), существовавший в 1919—1928 годах.
Николаевский уезд с центром в селе Николаевск был образован в 1919 году. В 1928 году Сталинградская губерния со всеми её уездами была упразднена.
По данным 1926 года в уезд входило 5 волостей:
- Быковская
- Кайсацкая
- Калмыцко-Балкская
- Николаевская
- Троицкая

В уезде проживало 85,0 тыс. жителей. Из них 65,8 тыс. (77 %) проживали в сельской местности.